# Timothy Brook

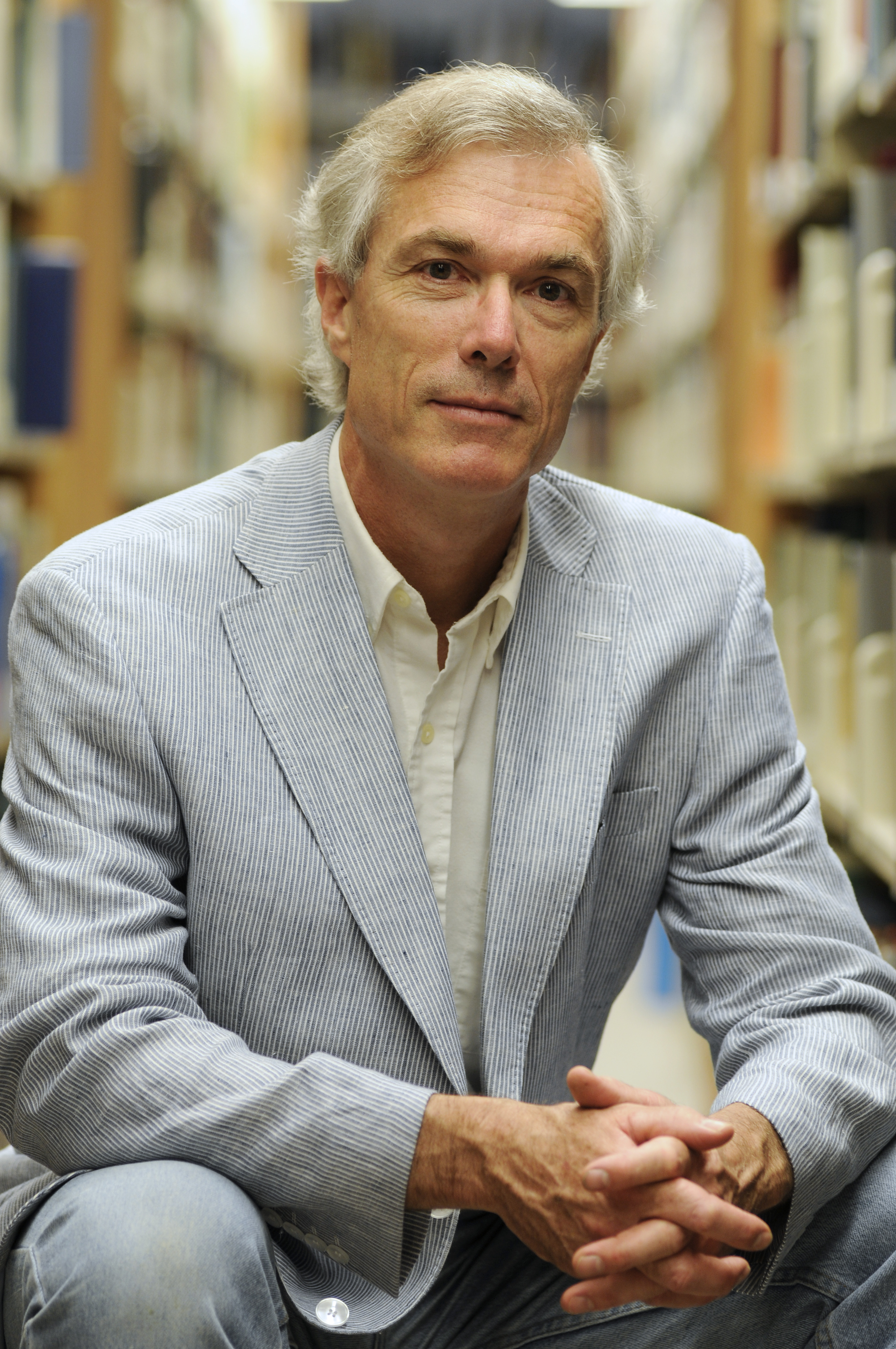
Timothy Brook (2008)

Timothy Brook (geboren 6. Januar 1951 in Toronto) ist ein kanadischer Historiker mit dem Schwerpunkt ostasiatischer Geschichte.

## Leben
Timothy Brook studierte Geschichte an der Universität Toronto und der Harvard University und wurde 1984 in Harvard promoviert. Er war Dozent und dann Professor ab 1986 in Toronto, an der Stanford University von 1997 bis 1999 und danach wieder in Toronto. Seit 2004 ist er Professor für Geschichte an der University of British Columbia. 2007 bis 2009 war er Shaw Professor of Chinese am University College der University of Oxford. Brook gilt als Autorität für die Geschichte der Ming-Zeit (1368–1644). Er hat auch zu jüngeren Perioden ostasiatischer Geschichte geforscht und publiziert und neben Fachliteratur auch Bücher für ein größeres Publikum veröffentlicht.
2013 wurde er zum Mitglied der Royal Society of Canada gewählt, 2022 zum Mitglied der British Academy. Sein Buch The Confusions of Pleasure: Commerce and Culture in Ming China erhielt 2005 die François-Xavier Garneau Medal der Canadian Historical Association.

## Herausgeberschaft
Brook ist seit 2012 Herausgeber der American Historical Review sowie folgender Handbücher und Fachzeitschriften: Handbook of Oriental Studies (Leiden); Studies in Comparative Early Modern History, University of Minnesota, Minneapolis; International Journal of Asian Studies, University of Tokyo; Journal of Ming Studies, Taipei; Ming Studies, Society for Ming Studies, New Mexico State University; Shilin 史林 (Historical studies), Shanghai und seit 2008 Chefherausgeber von The History of Imperial China, ein sechsbändiges Werk, veröffentlicht von der Harvard University Press.

## Schriften (Auswahl)
- Mr. Selden’s Map of China: Decoding the Secrets of a Vanished Cartographer. Bloomsbury Publishing PLC, New York 2013.
  - Wie China nach Europa kam. Die unerhörte Karte des Mr. Selden. Aus dem Englischen von Robin Cackett. Wagenbach, Berlin 2015.
- The Troubled Empire. China in the Yuan and Ming Dynasties. Harvard University Press, Cambridge (Mass.) 2010.
- Vermeer’s Hat: The Seventeenth Century and the Dawn of the Global World. Bloomsbury, New York 2008.
  - Vermeers Hut. Das 17. Jahrhundert und der Beginn der globalen Welt. Aus dem Englischen von Norbert Hofmann. Ed. Tiamat, Berlin 2009.
- mit Jérôme Bourgon, Gregory Blue: Death by a Thousand Cuts. Harvard University Press, Cambridge (Mass.) 2008.
- The Chinese State in Ming Society. Routledge Curzon, London 2005.
- Collaboration. Japanese Agents and Local Elites in Wartime China. Harvard University Press, Cambridge (Mass.) 2005.
- The Confusions of Pleasure. Commerce and Culture in Ming China. University of California Press, Berkeley 1998.
- Praying for Power. Buddhism and the Formation of Gentry Society in the Late-Ming China. Council on East Asian Studies, Harvard University, Cambridge (Mass.) 1993.
- Quelling the People. The Military Suppression of the Beijing Democracy Movement. Oxford University Press, New York 1992.